# خلود الحليمي
خلود الحليمي هي لاعبة أولمبية وملاكمة تونسية وُلدت في 5 فبراير 1990، ومثلت تونس في دورة الألعاب الأولمبية الصيفية 2020 في منافسات وزن الريشة للسيدات.
ضمنت خلود الحليمي في عام 2023 تأهلها لتشارك في دورة الألعاب الأولمبية الصيفية لعام 2024، والتي من المزمع إقامتها في مدينة باريس بفرنسا بعد تغلبها على الملاكمة السنغالية ديالو مارياتو بايقاف النزال وترشحها الى الدور النهائي لمنافسات الدورة الترشيحية الافريقية لأولمبياد باريس 2024، والتي أقيمت بمدينة داكار في السنغال.

## المشاركات والميداليات
شاركت خلود الحليمي عام 2015 في دورة الألعاب الإفريقية التي أقيمت في مدينة برازافيل بجمهورية الكونغو برازافيل، واستطاعت إحراز الميدالية الفضية في فئة الوزن الأقل من 60 كيلوغرام، وفي عام 2019 عادت لتشارك في دورة الألعاب الإفريقية مرة أخرى، وتمكنت في هذه النسخة من البطولة من إحراز الميدالية الذهبية في نفس الفئة. شاركت خلود الحليمي أيضًا في دورة الألعاب الأولمبية الصيفية عام 2020، والتي أقيمت في مدينة طوكيو باليابان ولكن تم إقصاءها من الدور الأول للبطولة. ويوضح الجدول التالي أهم المُسابقات والبطولات التي شاركت فيها خلود الحليمي، وأبرز الميداليات والألقاب التي حققتها في البطولات والمسابقات المختلفة:
| العام | المسابقة                                | المكان                             | المنافسات                      | الترتيب/الميدالية                |
| ----- | --------------------------------------- | ---------------------------------- | ------------------------------ | -------------------------------- |
| 2015  | دورة الألعاب الإفريقية                  | برازافيل، جمهورية الكونغو برازافيل | وزن أقل من 60 كيلوغرام للسيدات | المركز الثاني (الميدالية الفضية) |
| 2019  | دورة الألعاب الإفريقية                  | الرباط، المغرب                     | وزن أقل من 60 كيلوغرام للسيدات | المركز الأول (الميدالية الذهبية) |
| 2019  | الدورة الدولية                          | روسيا                              | وزن 60 كيلوغرام للسيدات        | المركز الثاني (الميدالية الفضية) |
| 2021  | دورة الألعاب الأولمبية الصيفية عام 2020 | طوكيو باليابان                     | وزن أقل من 57 كيلوغرام للسيدات | لم تتأهل                         |
| 2023  | بطولة إفريقيا للهواة                    | ياوندي، الكاميرون                  | فئة أقل من 57 كيلوغرام         | المركز الثاني (الميدالية الفضية) |